# (4975) Dohmoto
(4975) Dohmoto es un asteroide perteneciente al cinturón de asteroides, descubierto el 16 de septiembre de 1990 por Tetsuya Fujii y el también astrónomo Kazuro Watanabe desde el Observatorio de Kitami, Hokkaidō, Japón.

## Designación y nombre
Designado provisionalmente como 1990 SZ1. Fue nombrado Dohmoto en honor astrónomo japonés Yoshio Dohmoto que fue jefe del Observatorio Asahikawa en Hokkaido. Durante un período de aproximadamente 30 años, realizó muchas observaciones de cometas, ocultaciones, satélites artificiales, manchas solares, etc.

## Características orbitales
Dohmoto está situado a una distancia media del Sol de 3,078 ua, pudiendo alejarse hasta 3,789 ua y acercarse hasta 2,368 ua. Su excentricidad es 0,230 y la inclinación orbital 14,99 grados. Emplea 1973 días en completar una órbita alrededor del Sol.

## Características físicas
La magnitud absoluta de Dohmoto es 12,2. Tiene 17,723 km de diámetro y su albedo se estima en 0,107.